# Mitsubishi Chemical Group
Die Mitsubishi Chemical Group Corporation (jap. 三菱ケミカルグループ株式会社) ist ein japanischer Chemiekonzern mit Sitz in Chiyoda-ku, Tokio.

## Geschichte
Das Unternehmen geht zurück auf das Mitsubishi-Keiretsu und dessen Sparte für chemische Erzeugnisse, die Mitsubishi Chemical Corporation. Im Oktober 2005 schloss sich diese mit der Mitsubishi Tanabe Pharma Corporation zur Mitsubishi Chemical Holdings Corporation zusammen. Im April 2014 kam das Life Science Institute, Inc. hinzu. Im Oktober 2020 beteiligte sich der Konzern zu 50,59 % an der Nippon Sanso Holdings Corporation. Im Juli 2022 wurde der Name der Holding schließlich in Mitsubishi Chemical Group Corporation geändert.

## Geschäftsbereiche
- Mitsubishi Chemical: Chemische Erzeugnisse
- Mitsubishi Tanabe Pharma: Pharmazeutika
- Life Science Institute: Gesundheitswesen
- Nippon Sanso Holdings: Industriegase

## Tochterfirmen und Mehrheitsbeteiligungen
Zur Mitsubishi Chemical Group gehören oder gehörten eine Reihe von Tochterunternehmen, darunter Mitsubishi Polyester Film, Mitsubishi Kagaku Imaging, Mitsubishi Chemical FP, MC Research and Innovation (MC-RIC), Mitsubishi Kagaku Iatron und Freecom Technologies (Mitsubishi Kagaku Media), USR Optonix, Laser Technologies, Mitsubishi Chemical Performance Polymers.

### Mineralölunternehmen
- Chuo Rika Kogyo Corporation
- Dia Chemical Co., Ltd.
- Dia-Nitrix Co., Ltd.
- Dia Terephthalic Acid Corporation
- DIATEX Co., Ltd.
- Echizen Polymer Co., Ltd.
- Japan Ethanol Company Limited
- Japan Polychem Corporation
- Japan Polyethylene Corporation
- Japan Polypropylene Corporation
- Japan Unipet Co., Ltd.
- J-Film Corporation
- J-PLUS Co., Ltd.
- Kawasaki Kasei Chemicals Ltd.
- Mitsubishi Engineering-Plastics Corporation
- Nihon Isobutylene Company Limited
- Nippon Ester Co., Ltd.
- PS Japan Corporation
- San-Dia Polymers, Ltd.
- Techno Polymer Co., Ltd.
- The Nippon Synthetic Chemical Industry Co., Ltd.
- V-Tech Corporation
- Yokkaichi Chemical Co., Ltd.
- Yuka Schenectady Co., Ltd.

- Dia Chemics Korea Limited
- Dia Chemics Taiwan Limited
- HMT Polystyrene Co., Ltd.
- MCC PTA India Corp. Private Limited
- Mytex Polymers Asia Pacific Pte Ltd
- Novapex Australia Pty Ltd.
- PT. Mitsubishi Chemical Indonesia
- Sam Nam Petrochemical Co., Ltd.
- Sam Yang Kasei Co., Ltd.
- Tai Young Nylon Co., Ltd.
- Yuka Seraya Private Limited
- Mytex Polymer General Partnership (Vereinigte Staaten)

### Performance Produktunternehmen
- API Corporation
- Calgon Mitsubishi Chemical Corporation
- Daiyakemuko Co., Ltd.
- Dia Instruments Co., Ltd.
- Freecom Technologies B.V.
- Frontier Carbon Corporation
- Japan Epoxy Resins Co., Ltd.
- Kasei Optonix, Ltd.
- Mitsubishi Chemical Agri, Inc.
- Mitsubishi-Kagaku Foods Corporation
- Mitsubishi Kagaku Media Co., Ltd.
- Nippon Kasei Chemical Company Limited
- Plantech Research Institute
- Ryoto Hiryo Co., Ltd.
- Shinryo Corporation
- TM AIR CO., LTD.
- Yuka Denshi Company Limited

- Mitsubishi Chemical Infonics Pte Ltd
- Tai Young Chemical Co., Ltd.
- Tai Young High Tech Co., Ltd.

- GEM Microelectronics Materials LLC (Vereinigte Staaten)
- USR Optonix Inc. (Vereinigte Staaten)
- Verbatim Corporation (Vereinigte Staaten)

- RESINDION S.R.L. (Europa)
- Verbatim Limited (Europa)

- Mitsubishi Chemical Europe GmbH (Europa)
- Mitsubishi Chemical Advanced Materials

### Funktionale Produktunternehmen
- Advanced Plastics Compounds Company
- Alpolic Co.
- ASTRO CORPORATION
- Kodama Chemical Industry Co., Ltd.
- Mitsubishi Chemical Functional Products, Inc.
- MITSUBISHI CHEMICAL MKV COMPANY
- Mitsubishi Plastics, Inc.
- Mitsubishi Polyester Film Corporation
- Nitto Kako Co., Ltd.
- Ryoka MACS Corporation
- YUPO CORPORATION
- Mitsubishi Polyester Film, LLC (Vereinigte Staaten)
- Mitsubishi Polyester Film GmbH (Europa)
- Mitsubishi Chemical Europe GmbH (Europa)
- Mitsubishi Chemical Advanced Materials

### Gesundheitsunternehmen
- Mitsubishi Chemical Safety Institute Ltd.
- Mitsubishi Kagaku Bio-Clinical Laboratories, Inc.
- Mitsubishi Kagaku Iatron, Inc.
- Mitsubishi Pharma Corporation
- ZOEGENE Corporation

### Serviceunternehmen
- Dia Analysis Service Inc.
- Dia Research Martech Inc.
- Dia Rix Co., Ltd.
- Kitakyushu Prince Hotel Inc.
- Kyowa Technos Company
- Misuzu Erie Co., Ltd.
- Mitsubishi Chemical Engineering Corporation
- Mitsubishi Chemical Logistics Corporation
- Nippon Rensui Co.
- Rhombic Corporation
- RYOKA E-TEC K.K.
- Ryoka Systems Inc.

### Andere Unternehmen
- Arpa Staff Inc.
- Kasei Frontier Service, Inc.
- MCFA Inc.
- M Commerce Co., Ltd.
- Mitsubishi Chemical Group Science and Technology Research Center, Inc.
- Mitsubishi Kagaku Institute of Life Sciences
- MNET Corporation
- Osaka Kasei Co., Ltd.
- Ryoyo Shoji Co., Ltd.
- The Kansai Coke and Chemicals Co., Ltd.
- MC Research & Innovation Center, Inc. (Vereinigte Staaten)